# Virginia Trimble
Virginia Trimble (n. 15 noiembrie 1943, Los Angeles, California, SUA) este un astrofizician american, specialistă în teoria stelelor, evoluției stelare, specialist în Teoria relativității generale, istoric al astronomiei, astrofizicii, teoriei gravitației, cunoscută pentru review-urile sale la conferințe internaționale de astronomie și gravitație, membru al Societății Astronomice a Pacificului, aleasă în anul 2018 Patron a Societății Americane de Astronomie, autoare a peste 600 de publicații.

## Biografie și alte informații
Virginia Trimble a fost soția reputatului fizician american Joseph Weber în ultimii 20 de ani de viață. 
Una dintre lucrările reprezentative a Virginie Trimble a fost prezentată la ședința din 18 noiembrie 2022 a Societății internaționale de gravitație și relativitate generala și s-a referit la istoria Societății și a dezvoltării teoriei relativității generale în anii de după cel de-al Doilea Război Mondial, precum și la cercetările în domeniul undelor gravitaționale de la sfârșitul anilor 60 și începutul anilor 70, cărora și-a consacrat viața soțul ei.